# Ferences templom és kolostor (Zágráb)
A zágrábi Ferences templom és kolostor (horvátul: Franjevački crkva i samostan) egy római katolikus épületegyüttes a Káptalandombon Zágrábban, Horvátországban. A Szent Cirill és Metód horvát ferences rendtartomány székhelye.

## A ferencesek Zágrábban

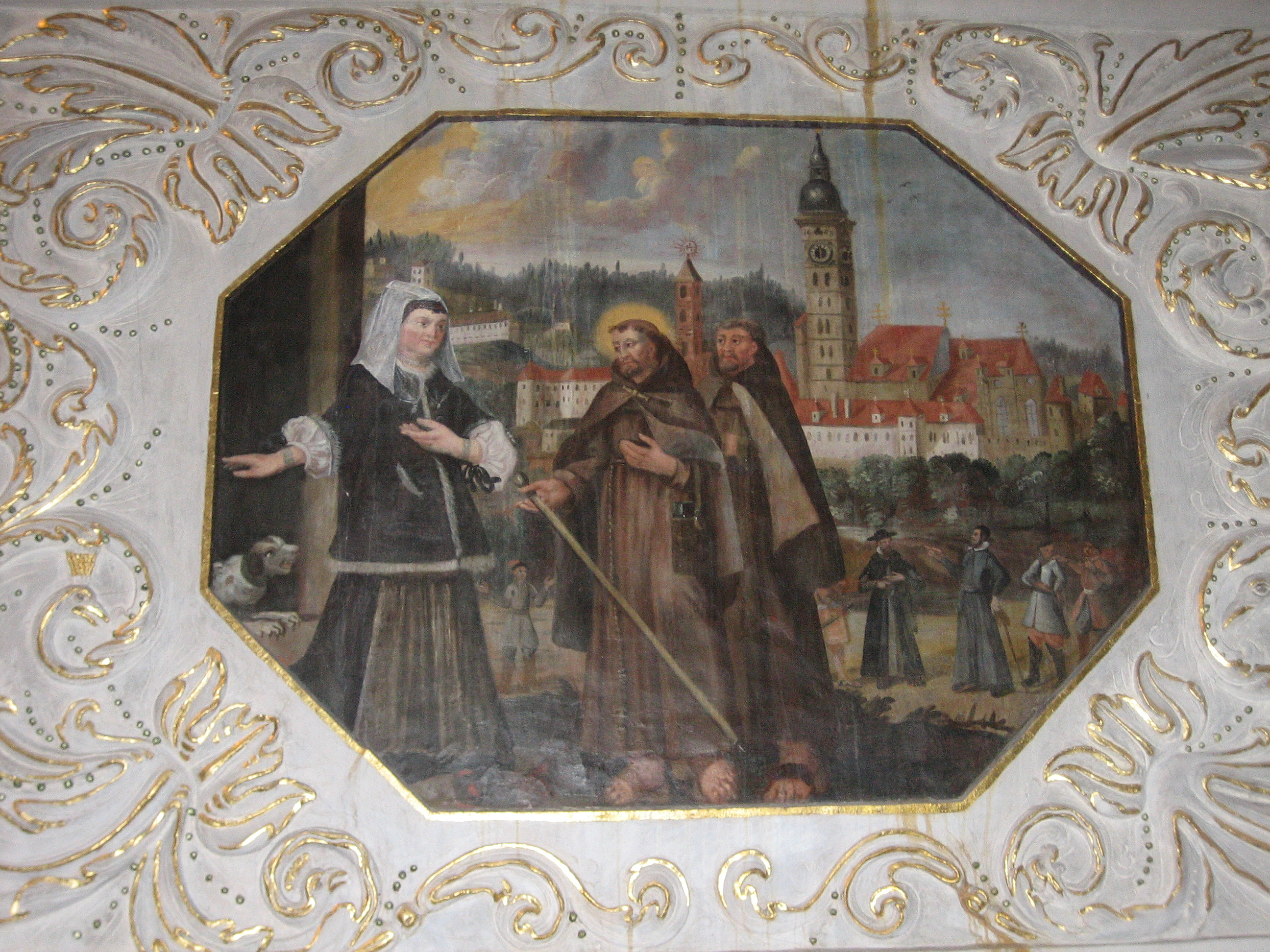
Katarina Galović befogadja Szent Ferencet – A Szent Ferenc kápolna faliképe

A ferencesek jelenléte Zágrábban a 13. századig nyúlik vissza, amikor Assisi Szent Ferenc első követői elhagyták Itáliát. Az egyik hagyomány szerint maga Szent Ferenc a ferencesek néven ismert kisebb testvérek rendjének alapítója is tartózkodott egy ideig Zágrábban. E hagyomány szerint Szent Ferenc zágrábi tartózkodása alatt egy Katarina Galović nevű gazdag özvegynél lakott. Ennek a háznak helyén ma egy Szent Ferencnek szentelt kápolna áll , mely a ferences kolostoron belül található. Ugyanez a hagyomány azt is tartja, hogy Szent Ferenc megáldotta Galović kútját, és hogy kérésére, négy évvel a halála előtt, 1226-ban két ferences testvérét, Grgur és Ortolas atyákat küldte Zágrábba. Az özvegy később nekik adományozta vagyonát, amelyre később kolostort és templomot építették.
A ferencesek valószínűleg még a tatárjárás előtt telepedtek le Zágrábban, feltehetően egy elhagyott bencés kolostor területén. A zágrábi kolostor először a Boldogságos Szűz Máriáról nevezett magyar ferences rendtartományhoz tartozott, és a zágrábi kusztódia központja volt, amelyhez a 14. század végétől a 16. század elejéig Verőce, Nekcse, Pozsega, Hrvatska Kostajnica és Gorbonok kolostorai tartoztak. A 17. században a zágrábi kolostor lett az újonnan alapított illíriai Szent László királyról nevezett kusztódia központi háza, hogy aztán 1900-ban a Szent Cirill és Metód horvát ferences tartomány székhelye legyen.
A kolostor jelentős politikai, kulturális és vallási intézmények és központok közelében található, amelyek a múltban kulcsszerepet játszottak a horvát emberek életében. A kolostort és lakóit gyakran közvetlenül is érintették az események. A 16. században Habsburg Ferdinánd és Szapolyai János támogatói közötti konfliktus során a kolostor súlyosan megrongálódott, néhány évvel később, 1560 körül pedig a kevés szerzetes miatt elhagyták. A 17. század elején Draskovich Ferenc ferences tartományfőnökkel a ferencesek visszatértek a kolostorba, és egy nemesasszony, Pálffy Eufrozina segítségével helyreállították a templomot. Néhány évvel később, 1613-ban a kolostorban megkezdődött a teológiai iskola működtetése, ahol Bartol Kačić a későbbi makarskai püspök is tanított. Kiterjedt lelkipásztori munkájuk során a kaptoli ferencesek gondoskodtak a klarissza nővérekről is, akik 1655 és 1782 között működtek a városban. Testvériséget is alapítottak, mely a vallásosság sajátos formája. Ilyenek voltak az Alcantarai Szent Péter, a Szent Mihály és a Szent Antal testvériségek. A ferencesek tovább fejlesztették az oktatási rendszert is, így 1670-ben a teológiai iskola képezte az egyetemi szintű oktatást Horvátország kontinentális részén. A kolostorban élő testvérek az iskolai oktatás mellett az orvostudományban is működtek, a beteg és gyengélkedő testvérek ellátása mellett sebészeti és gyógyszerészi szolgáltatásokat is végeztek. A 19. század végén megújították a ferences világi rendet, amely akkor az ún. a laikus testvérek számára fenntartott megszentelt élet sajátos formája volt.

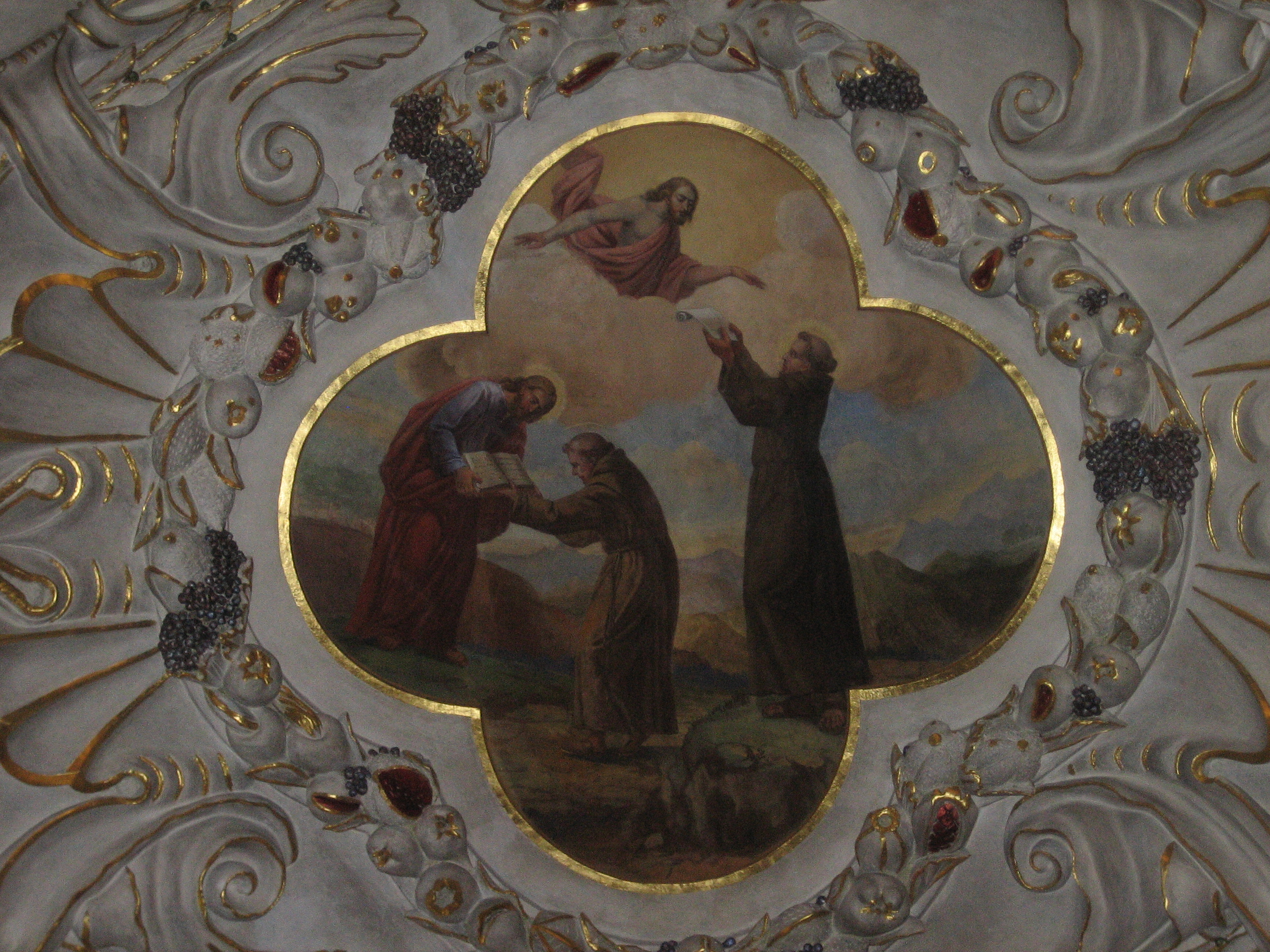
A kápolna mennyezetképe. Szent Ferenc átveszi Krisztustól az evangéliumot

 Ez a megújítás indította el a nyomdai tevékenységet is. A kaptoli ferencesek szerkesztették és adták ki 1912 és 1945 között a ferences harmadrend folyóiratát Glasnik sv. Franjo néven, 1919-ben és 1920-ban a Dušebrižnik című folyóiratot, valamint 1920 és 1945 között a fiatalok vallási magazinját, az Anđeo Čuvart.
Ma a kolostor az evangelizáció és különösen középiskolások és egyetemisták körében végzett lelkipásztori munka helyszíne. Ez a tartomány adminisztrációjának székhelye és oktatási központja is, ahol hittudományi iskola és szeminárium működik. Itt található a Brat Franjo magazin szerkesztősége és az azonos nevű kiadó is. Érdemes megemlíteni a kaptoli ferencesek nagy hozzájárulását a Második vatikáni zsinat idején, amikor az egyház megújulásának szellemében kezdték kiadni a Glas koncila című folyóiratot.

## A Szent Ferenc kolostor

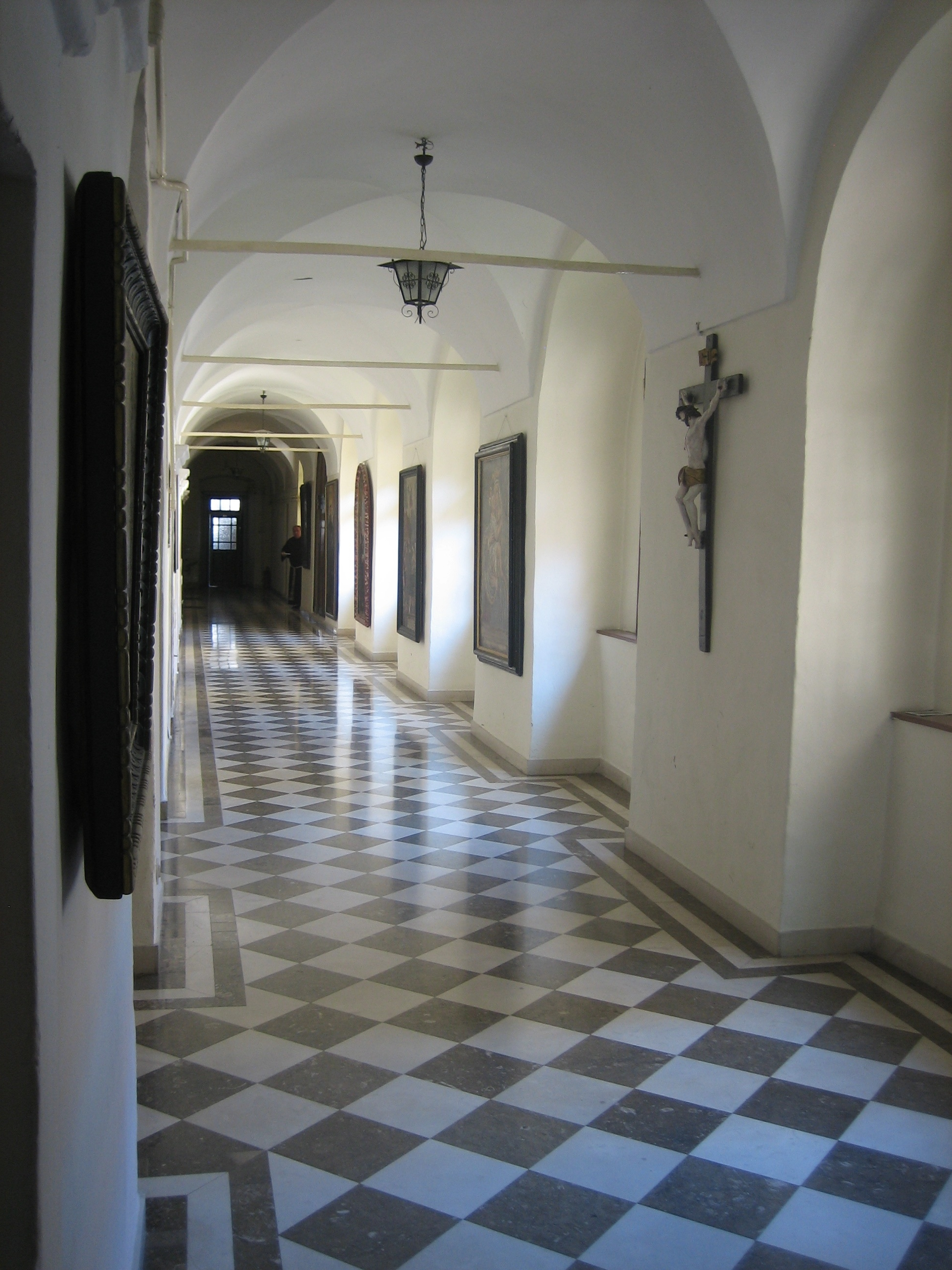
A kolostor folyosója

A káptalandombi kolostor a tartomány többi kolostorához hasonlóan épült. A kolostortemplom mellett három kolostorszárnyat építettek, amelyek egy négyzet alakú területet fogtak körül. A kolostorok ilyen kialakítása a szerzetesek bezárkózó életmódjából következett, mert csak a szerzetesek számára hozzáférhető, zárt egységet alkottak. A kolostor temploma az északi oldalon található, a kor szokásának megfelelően kelet-nyugati tájolású. A kolostorépület három szárnya a déli oldalon épült, és a templommal együtt folyosókkal összekötött egészet alkotnak. Mindhárom szárny két emeletes, míg a templom mellett található negyedik szárny a déli templomfal felső részén található nyitott ablakok miatt tágas terasszal rendelkezik.

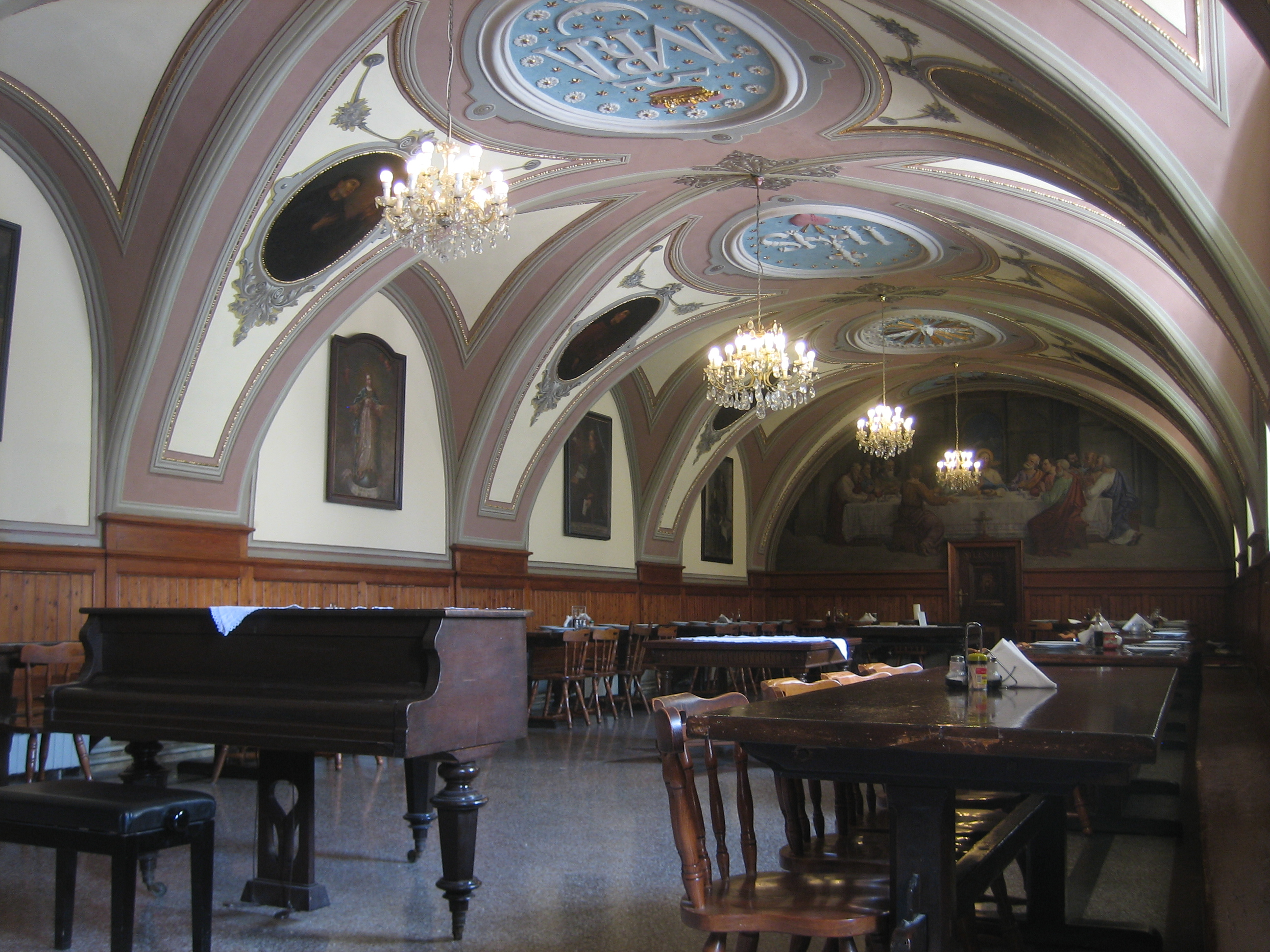
A kolostor refektóriuma

A kolostorok egyik legfontosabb és legfontosabb helyisége a refektórium (ebédlő), a testvérek közös étkezési és találkozási helyszíne, egyben a kolostor káptalani terme is, amely funkcióját multifunkcionálissá teszi. A kaptoli kolostor refektóriuma az egyik legmonumentálisabb barokk eredmény Horvátországban. A 17. században épült, és boltíves, magas fenyőfaboltozattal van boltozva. A ferences hagyományoknak megfelelően a termet ferences szentek, híres rendfőnökök és tartományi vezetők képeivel, valamint Boldogságos Szűz Mária képével díszítették. Az ebédlő keleti falán az utolsó vacsorát ábrázoló freskó található.
A tatárjárás után a mai kolostor területén kora gótikus stílusban új, egyhajós, hosszú kórussal rendelkező csarnoktemplomot építettek. Feltételezhatően, hogy a kolostor is ugyanabban a stílusban épült. A 16. században súlyosan megrongálódott és elhagyott káptalandombi kolostort a 17. század elején, Drakovich Ferenc tartományfőnök idején újjáépítették. Időközben a kolostorban a zágrábi kanonokok által működtetett iskola is helyet kapott, és egy ideig a boszniai tartományból származó ferences menekülteknek is otthont adott. Az 1645-ös nagy tűz elpusztította a kolostort és a templomot, amelynek újjáépítése hosszú időt vett igénybe. A helyreállítás Muskon-Erdödy Erzsébet grófnő segítségével kezdődött, ezúttal barokk stílusban. Az 1674-es újabb tűz ismét megállította a munkálatokat, így az új kolostort mai formájában Martin Borković zágrábi püspök csak 1683-ban áldotta meg. A templomot és a kolostort egy 1731-es tűzvész ismét megrongálta, és a helyreállítás újabb öt évig tartott. A törökveszély arra kényszerítette a testvéreket, hogy 1787-ben ideiglenesen a gradeci egykori kapucinus kolostorba költözzenek. Az épület néhány alkalommal a napóleoni háborúk idején, 1797-től 1802-ig, majd ismét 1806-ban katonai kórházként is szolgált. A kolostor és a templom az 1880-ban, a Zágrábot sújtó katasztrofális földrengés során súlyos károkat szenvedett, mely után a kolostort a templommal ellentétben eredeti barokk stílusában állították helyre. Az 1936-ban az egyre kiterjedtebb lelkipásztori munka igényeihez a kolostorhoz épített ún. Ferences terem, ma a Vígszínház épülete. A második világháború alatt a kolostor ismét súlyos károkat szenvedett. 1944. február 22-én két légibomba megrongálta a templomot, és elpusztította a kolostor nyugati részét, amelyet 1952-ig újjáépítettek.

## A Szent Ferenc kápolna

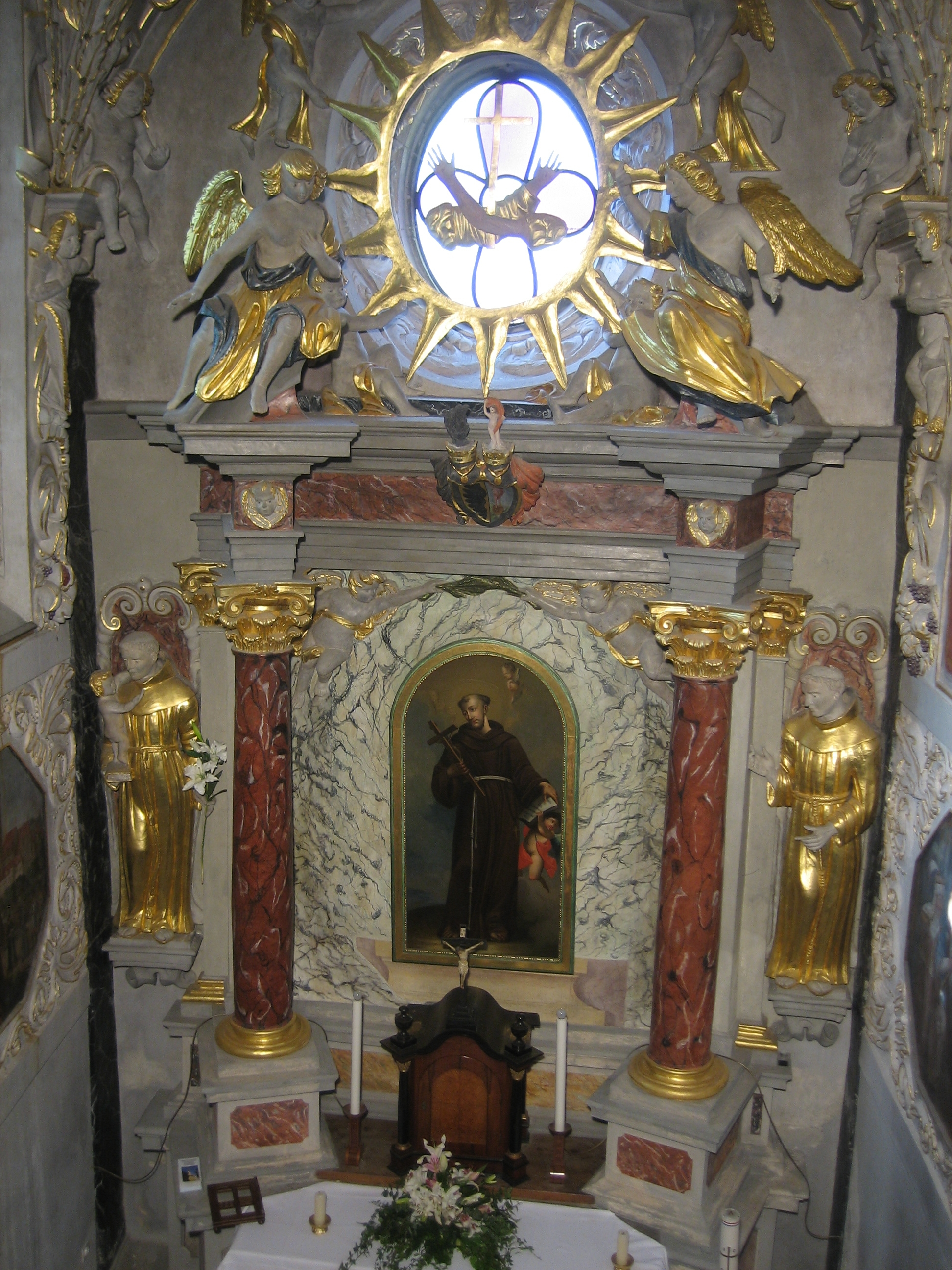
A kápolna oltára

A ferences kolostor nagy felújításakor a 17. században mint a legendás szent zágrábi tartózkodásának emlékét a Szent Ferenc kápolnát is megújították. A felújítás egy nemesasszonynak, Ivan Ručić özvegyének Helena Patačićnak az adományából történt. A kápolnát a kolostori templommal együtt Martin Borković püspök áldotta meg 1683-ban. Maga a kápolna pazarul berendezett, barokk stukkóval és 24 festményből álló ciklussal. Feltételezik, hogy a kápolna azon a helyen épült, ahol a hagyományok szerint a gazdag özvegy Katarina Galović háza volt, ahol Szent. Ferenc megszállt. Erről, valamint az első kolostorról nincs tárgyi bizonyíték.
A kápolna a kolostor déli szárnyának szerves része, a Kaptolska utca felé eső oldal utolsó terme. A déli falon kőoltár található. Az oltár profilozott talapzatán mindkét oldalon egy-egy nagy, szárnyas angyal áll, melyek egy napsugarakkal övezett nagyobb ovális alakzatra néznek egymással szembe, amelyben a ferences címer található. A két nagyméretű angyal fölött két kisebb helyezkedik el, amelyek kezükben az ovális címer fölé helyezett koronát tartanak. Az oltárképen Szent Ferenc látható álló helyzetben. Kis talapzaton Szent Antal és Szent Bernardin szobrai találhatók. Az oltárkép felett két angyal tartja a Patačić család címerét. Ugyanez a címer, pazar barokk stukkó formájában, megtalálható a kápolna bejáratánál is.

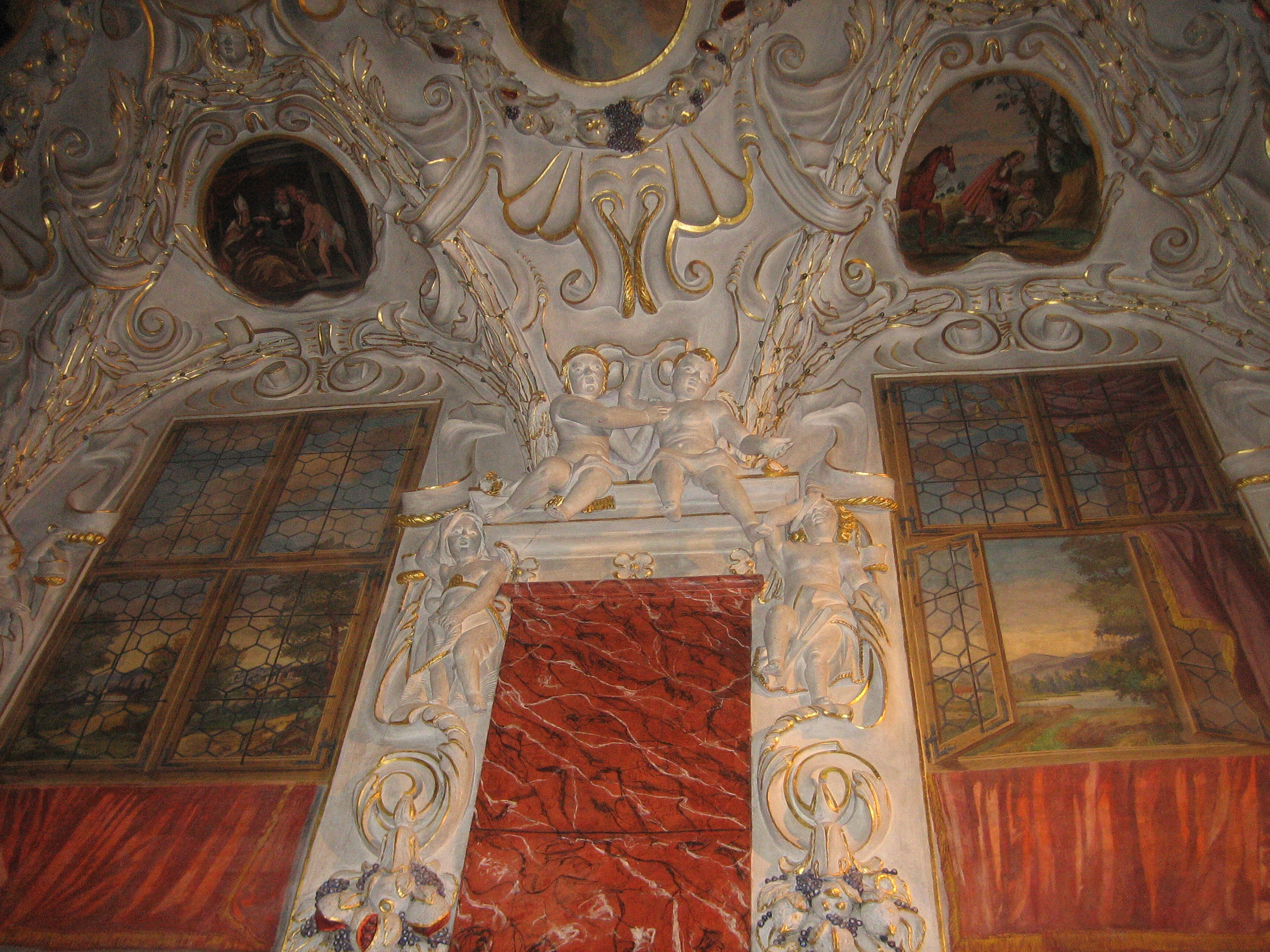
A kápolna gazdag stukkódíszítése

A kápolna a díszítését Aleksa Buzjaković atya rendfőnök rendelte meg. A stukkókat Giuseppe Antonio Quadri készítette 1716-ban. Huszonnégy, stukkókkal gazdagon díszített festmény mutatja be Szent Ferenc életének eseményeit, valamint Ferenc kapcsolatát Zágráb városával. A festmények főként a kápolna dongaboltozatán helyezkednek el, melyet szimmetrikusan három zónára osztanak. A középső medalion Ferenc életének és ferences küldetésének fontos eseményét ábrázolja: Ferenc Krisztustól megkapja az evangéliumot.
A kápolnában található az adományozó Helena Patačić sírja is. Isten szolgája Vendelin Vošnjak földi maradványai, aki a szentség hírében halt meg, szintén itt voltak egy ideig. A művészettörténész szakemberek véleménye szerint a kápolna kultúrtörténeti szempontból értékesebb, mint művészeti szempontból. Turisztikai szempontból a pazar barokk megjelenés teszi vonzóvá, mely reprezentatív megjelenést kölcsönöz az istentiszteleti és imahelyeknek. A kápolnát legutóbb 1997 és 2000 között restaurálták.

## A Szent Ferenc templom

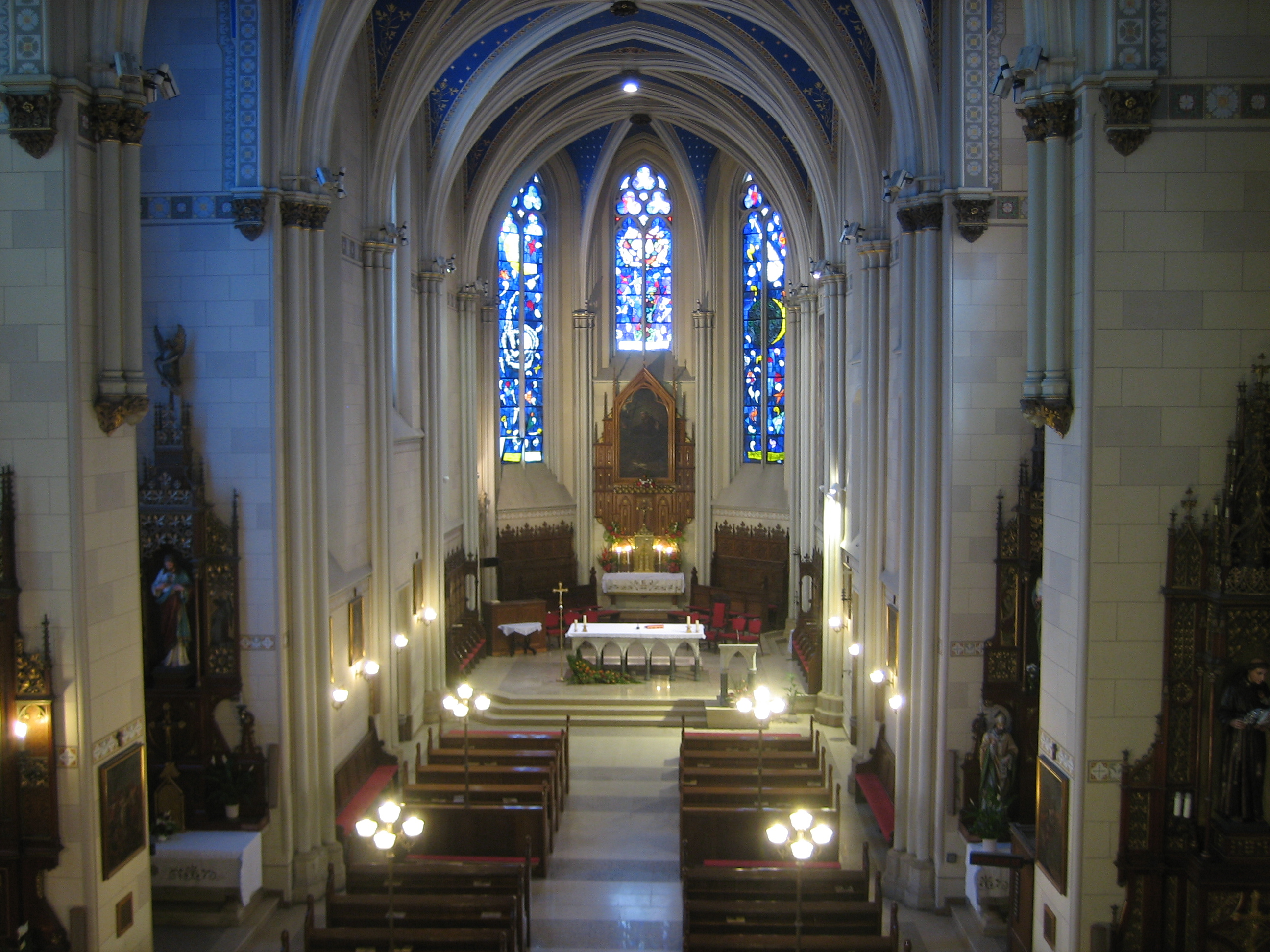
A templom belseje

A mai templom eredetileg gótikus, egyhajós templom, mely a 13. század közepéről, a tatárjárás után épült. A 17. században miután az eredeti templomot tűzvész pusztította el barokk stílusban építették át. Ezután az oldalkápolnákat építettek hozzá. Az 1880-as katasztrofális földrengés után a templomot Hermann Bollé tervei alapján neogótikus stílusban építették újjá. Bollé egyik leghíresebb munkája a zágrábi székesegyház helyreállítása, szintén neogótikus stílusban készült. A felújítás során Bollé a régi hagymakupolával ellátott barokk torony helyett egy új, gótikus stílusú tornyot épített a templomhoz.
A templom Bollé beavatkozása előtti barokk bútoraiból szinte semmi sem maradt. Az eredeti berendezésből csak a Fájdalmas Miasszonyunk képét őrzik a templomban, amely előtt gyakran imádkozott Eugen Kvaternik is. Ettől függetlenül a ferences templom, a kolostorral és a kápolnával együtt a katedrális és az érseki palota mellett a három legrégebbi és legjelentősebb épület egyike Káptalandombon.

### A Bollé-féle újjáépítés
Az 1880-ban Zágrábot sújtó nagy földrengés számos templomot, középületet és magánházat súlyosan megrongált, köztük a kaptoli ferences templomot. A templom tornya kettévált, és fennállt a veszélye, hogy ráomlik a kolostorra, miközben a templom rendkívül rossz állapotban volt, különösen annak északi részén. Franjo Renjgeo a kaptoli gvardián 1884-ben kezdte meg a templom és a kolostor teljes felújítását. Amíg a kolostort eredeti barokk stílusban állították helyre, a templom helyreállítását Hermann Bollére bízták, akit korábban már megbíztak a zágrábi székesegyház helyreállításával is. A templom helyreállításának tervei, amelyeket Bollé 1885-ben terjesztett elő, a templom gótikus stílusú helyreállítását irányozták elő, a templomnak a 13. században ebben a stílusban épített szentélye miatt. Az új torony megépítésével kezdődött meg a szentély és a templom homlokzatának helyreállítása. A ferencesek kérésére a szentély keleti fala előtti Keresztelő Szent Kereszt kápolnát 1887-ben megnyitották a hívek számára. (Ezt a kápolnát 2007-ben újították fel.) Pénzhiány miatt nem lehetett folytatni az újjáépítést, így az újjáépítés második szakasza csak 1896-ban kezdődött, amikor Vendelin Vošnjak lett a gvardián. A helyreállítás második szakaszában részt vett Kajetan Kuhanac ferences testvér, aki ügyes asztalos volt, és aki Bollé felügyelete alatt új oltárt faragott és tervezett a szentély számára.

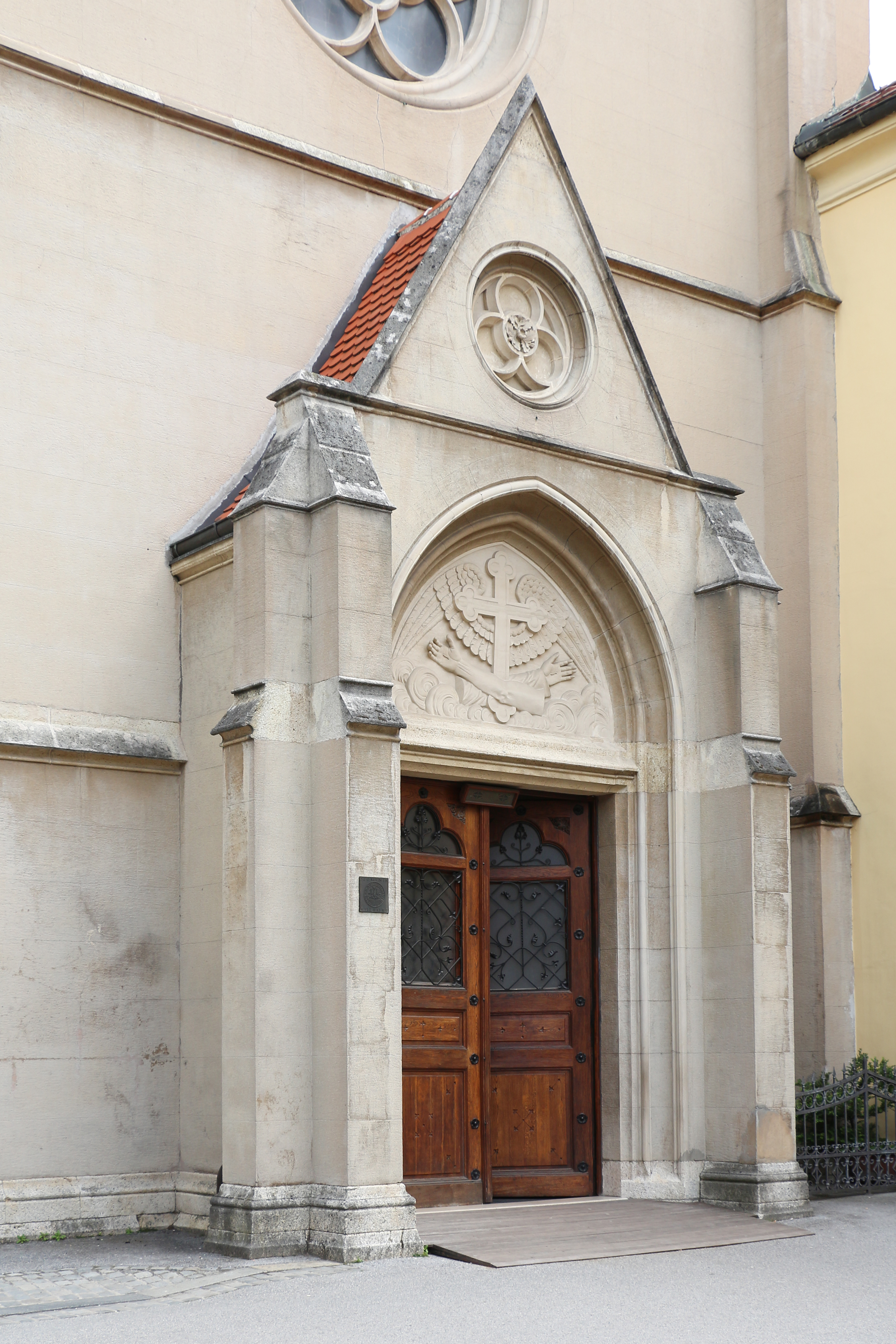
A templom kapuzata

A felújítás utolsó szakasza 1901-ben kezdődött, amikor Ivan Holtz építész megérkezett Zágrábba, és Bollé tervei szerint megkezdte a templomhajó felújítását. E tervek szerint a hajó a gótikus szentély mintájára készült. A déli oldalon a kolostor második emeletét lebontották, és a hajó megvilágítására új ablakokat nyitottak. Az északi homlokzatot a beépített kápolnák osztották négy részre, kívül nagy gótikus ablakokkal és támpillérekkel. A főhomlokzatot gazdagon kiemelkedő oromzattal és fiatornyokkal alakították ki, míg a fő kapuzatot átépítették. A portál felett kerek rozetta található, a rozetta oromzatában pedig egy nagy dombormű, amely Szent Ferenc stigmáit ábrázolja. A dombormű Morak szobrász munkája. A régi barokk templom teljesen gótikus lett, a barokk boltozat helyett új gótikusat építettek, és hasonló történt a kórussal is, amelyet az új gótikus kórus fel. A középső oszlopokat eltávolították, és a kórus alatti résznek is a hajóhoz hasonló boltozata lett. A felújított templomot 1902. július 5-én szentelték fel ünnepélyesen. A felszentelő Juraj Posilović zágrábi érsek volt, az oldalsó oltárok társszentelői pedig Krk püspöke Antun Mahnić, Zengg püspöke Maurović és Diakovár segédpüspöke Voršak atya voltak.

### A templom belseje
A templom belső terét régen egy nagy, tiszta fenyőfából készült főoltár uralta, amelyet számos, késő gótikus stílusú ornamentika díszített. Az oltárkép tetején a Szeplőtelen Szűz, a ferences rend védnökének szobra volt. Az oltárkép Celestin Medović testvér munkája volt, amely Szent Ferencet ábrázolta, akinek az oltárt szentelték. Oldalt az újonnan alapított tartomány védőszentjeinek, Szent Cirillnek és Metódnak a szobrai voltak, majd Szent Bonaventura, Szent Erzsébet és Gonzaga Szent Alajos szobrai díszítették. A II. Vatikáni Zsinat után az oltárt eltávolították, majd később az oltárképet kissé szerényebb keretbe helyezték vissza, csodálatos zsinat előtti oltárként. Ez a kisebb oltár ma is a templom szentélyében található.
A mai főoltárkép Celestin Medović műve, mely Assisi Szent Ferencet ábrázolja. A festett ólomüvegek Ivo Dulčić alkotásai.
A főoltár mellett a templomban van még hat mellékoltár található:
- Jézus Szent Szíve oltára a hajó északi falának első kápolnájában áll, neogótikus stílusban készült Jézus Szíve szoborral. A szobor tiroli műhely munkája.
- A Fájdalmas Szűzanya oltár a hajó északi falának második kápolnájában található, szintén neogótikus stílusban készült, a Fájdalmas Szűzanya régi képe a retablóba van beépítve.
- A Szent Anna oltár a harmadik északi kápolnában található, a templom többi oltárához hasonlóan gótikus stílusban készült. Az oltár középső fülkéjében egy Szent Anna-szobor található a kis Máriával. Terrakottából készült, a vinkovci Ulman szobrászművész munkája.
- A Szent József oltár a hajó déli oldalán, az első kápolnában található. Hasonló a Jézus Szíve oltárához. Szent József szobra a gyermek Jézussal a középső fülkében áll.
- A Szent Antal oltár a második déli kápolnában található. Megegyezik a Fájdalmas Szűzanya oltárával. A retablóján a régi oltárkép Szent Antalt ábrázolta, ahogyan extázisban térdel az isteni gyermek előtt. Feltételezhetően a festmény egy régebbi barokk oltárból származott. Később ezt a festményt felváltotta egy új Szent Antal-szobor.
- A Szent Valentin oltár egy egyszerű gótikus oltár, a déli oldal harmadik kápolnájában található. Szent Valentin szobra a központi fülkében található.

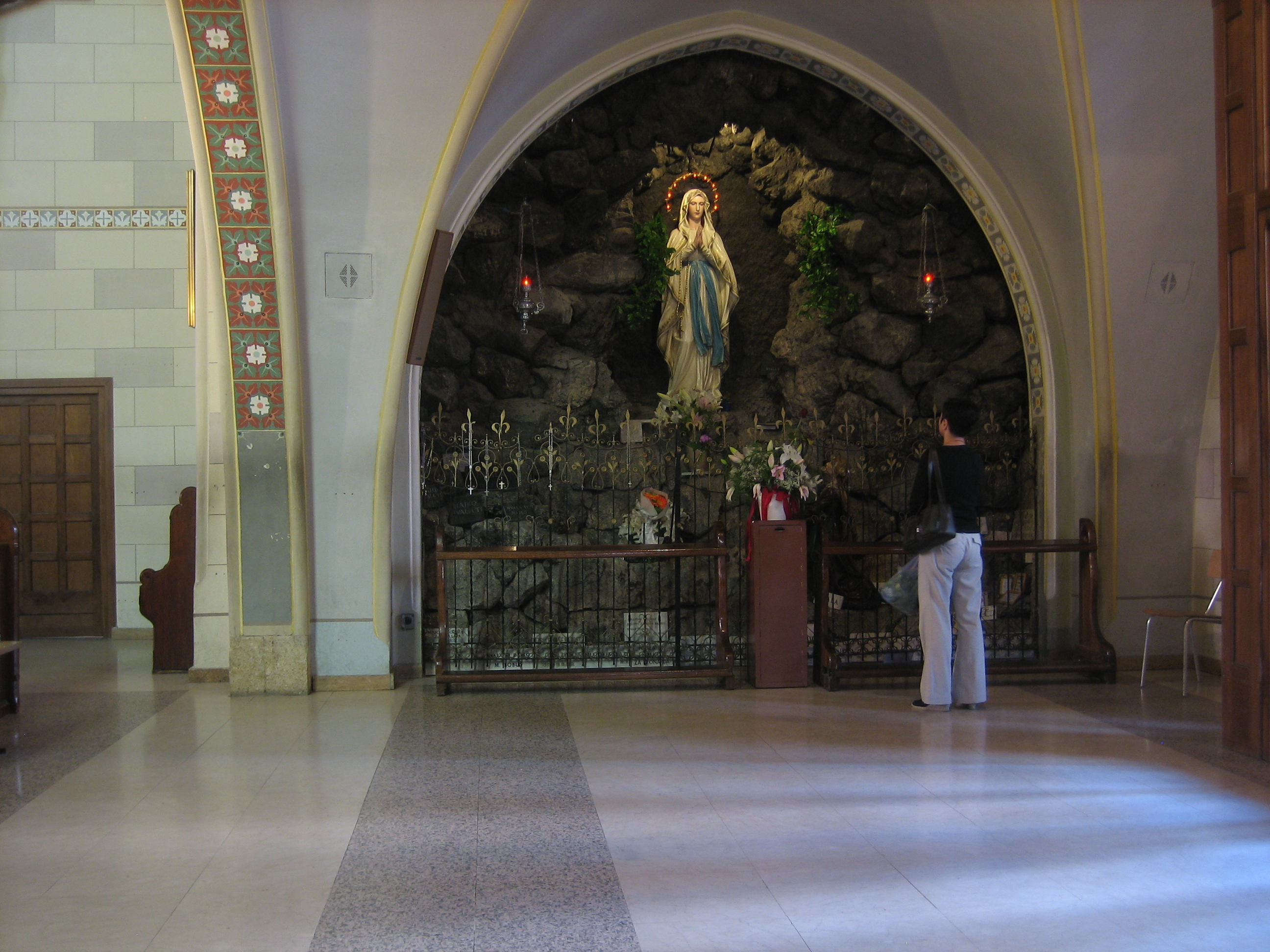
A Lourdes-i barlang a templomban

A kórus alatt a déli fal mélyedésében található a Lourdes-i Szűzanya barlangja, amely az első ilyen barlang volt Zágráb városában. A régi oltárok melletti szószéket eltávolították, míg az új szószék gótikus stílusban készült, hogy illeszkedjen a templom új megjelenéséhez, de a második vatikáni zsinat után ezt is eltávolították. Ugyanebben a stílusban fából készült gyóntatószékek készültek, amelyek közül hat az oldalkápolnákban található. Az 1990-es években a templomfelújítások alkalmából új gyóntatószékeket építettek, de két neogótikusat megtartottak. A templomban a keresztút barokk festmények helyett tiroli szobrokkal készült, amelyeket 1970-ben eltávolítottak és a klanjeci kolostornak adományoztak. A keresztút képeit a romos kloštar Ivanići kolostortemplomból hozták, a képek 1763-ban készültek.
1960-ban Ivo Dulčić elkéstítette a Naphimnuszt ábrázoló üvegképét. 1967-ben a második vatikáni zsinat liturgikus megújításának szabályai szerint felújították a templomot, mely különösen a szentélyt érintette. Az oltárt az új előírások szerint állították fel, ez volt az első ilyen oltár a horvát templomokban. 1991 és 1994 között került sor a templom következő nagyobb felújítására, amikor a padlófűtést vezették be, megújult a padlóburkolat és a festés, új márvány főoltárt és márvány szószéket építettek, és minden freskót restauráltak.

## Az épületegyüttes ma
Ma a kolostorban ferences szeminárium működik, ahol olyan fiatal ferencesek élnek, akik ünnepélyes, életre szóló fogadalmuk megtételére készülnek. Többnyire teológiát tanulnak és a papi hivatásra készülnek. A kolostor egyben a horvát Szent Cirill és Metód ferences provincia központja is, melynek területe Horvátország északi és nyugati részét foglalja magában Trsattól Csáktornyáig, keleten pedig Vukovárig és Újlakig. Ehhez a ferences tartományhoz tartoznak a vajdasági és a zimonyi ferences kolostorok is. A kaptoli ferencese a Szent Ferenc templom szolgálatán kívül, a Zágrábi Egyetem professzoraként, a káptalandombi általános iskola tanáraiként és számos más szolgálatban is dolgoznak.
A kolostor és a templom mellett számos aktív ferences világi rend működik, amely a szegények konyhájáról is gondoskodik, amelyben naponta több mint 100 adag ételt osztanak ki.

## Fordítás
Ez a szócikk részben vagy egészben  a   Franjevački samostan i crkva na Kaptolu című horvát Wikipédia-szócikk ezen változatának fordításán alapul.  Az eredeti cikk szerkesztőit annak laptörténete sorolja fel. Ez a jelzés csupán a megfogalmazás eredetét és a szerzői jogokat jelzi, nem szolgál a cikkben szereplő információk forrásmegjelöléseként.